# Fernando Álvarez de Toledo, Duce de Alba
Don Fernando Álvarez de Toledo y Pimentel, al 3-lea Duce de Alba (29 octombrie 1507, Piedrahita, Provincia Ávila - 11 decembrie 1582, Lisabona) a fost un comandant spaniol și om de stat în timpul lui Carol Quintul și fiului acestuia Filip al II-lea al Spaniei.
A condus armata imperială învingând Liga de la Schmalkakden în 1547.
Guvernator al Țărilor de Jos (1567–1573), în timpul revoluției izbucnite aici în 1566, a aplicat un regim de teroare sălbatică, cu ajutorul tribunalului extraordinar, supranumit "Tribunalul sângelui". 
În 1580, trupele ducelui de Alba au ocupat Portugalia.

## Biografia
El provine din familia ducilor de Alba, fiind fiul lui Garcia Alvarez de Toledo și Beatrice de Piementel. Ducele care era poreclit și "ducele de fier" deja în tinerețe a luat parte la bătălia de la Pavia, unde a fost decorat pentru meritele lui. Fiind chemat la curtea împăratului Carol Quintul ia parte la Asediul din Tunis (1535). Sub domnia lui Carol Quintul, a învins "uniunea de la Schmalkalden" și învinge armata protestantă (evanghelică) condusă de Johann Friedrich I, în bătălia de la Mühlberg. În 1552 este însărcinat cu conducerea campaniei militare de ocupare al Franței, care eșuează după un asediu fără succes a orașului Metz. În urma unor succese franceze în Piemont, este denumit "comandant general a armatei imperiale din Italia" cu puteri nelimitate. Primele atacuri ale lui rămân fără succes, fiind nevoit să se retragă în tabăra de iarnă. Carol Quintul renunță la tron în favoarea fiului său Filip II, noul monarh menținându-l mai departe comandant al trupelor sale.
Ducele reușește să ocupe provincia Campania și să ajungă la porțile Romei, unde este obligat de Filip al II-lea să oprească ofensiva și să ducă tratative de pace în (1559), fiind trimis la Paris ca sol imperial unde cu Elisabeta de Valois, fiica regelui francez Henric II, va încheia Pacea de la Cateau-Cambrésis.
Între anii 1567 și 1573 a fost guvernatorul Țărilor de jos (Belgia, Olanda de azi), unde a condus un corp de armată cunoscut ca un regiment de groază, prin cruzimea cu care a înăbușit revolta, căutând să extermine ereticii protestanți, fiind un catolic înverșunat, (sunt 6000 de răsculați executați), soldații pârjolesc localități, jefuind și omorând locuitorii, ca de exemplu în Bruxelles, Antwerpen, Mechelen.
O altă măsură de oprimare a protestanților, a fost încercarea de a menține controlul asupra tiparului (tipăritul cărților), executând la moarte pe cei ce căutau să tipărească sau să vândă cărți interzise de papă Index librorum prohibitorum.
Datorită acestor atrocități a ducelui de Alba, refugiații din toate cele 17 provincii ale Țărilor de Jos, cer retragerea trupelor spaniole și tolerarea religiei protestante "Genter Pazifikation" (Pacea de la Gent) (1567), astfel este numit ca guvernator al Țărilor de Jos Ioan de Austria fratele vitreg al monarhului.
Ducele de Alba fiind însărcinat de Filip II, de a conduce mai departe războiul împotriva Franței, obligând papa Paul IV-lea să renunțe din pretențiile sale, ulterior în Portugalia 1580 reușește un război scurt cu o strategie deosebit de iscusită.
1. ↑   https://www.palaciodeliria.com/post/qui%C3%A9n-fue-el-gran-duque-de-alba, accesat în 17 ianuarie 2024 Lipsește sau este vid: |title= (ajutor)
2. ↑  RKDartists, accesat în 5 octombrie 2022
3. ↑  „Fernando Álvarez de Toledo, Duce de Alba”, Gemeinsame Normdatei, accesat în 9 aprilie 2014
4. ↑  Autoritatea BnF, accesat în 10 octombrie 2015
5. ↑  Enciclopedia Universală Britanica. Litera. 2010. p. 91.